# Ngọc Sơn, Ngọc Lặc
Ngọc Sơn là một xã thuộc huyện Ngọc Lặc, tỉnh Thanh Hóa, Việt Nam.
Xã có diện tích 15,41 km², dân số năm 1999 là 4084 người, mật độ dân số đạt 265 người/km².